# Liber Abaci
Liber Abaci (Liber Abbaci), er en historisk bog om aritmetik af Leonardo da Pisa (Leonardo Fibonacci), som formodes skrevet i 1202.
Bogen introducerer blandt andet det arabiske talsystem, det vil sige 0, 1, 2, 3, 4, 5, 6, 7, 8, og 9, som i dag anvendes internationalt i den europæiske udformning.
Bogen findes i engelske oversættelser The Book of the Abacus , The Book of Calculation og Pisano’s Book of Calculation.

## Ekstern henvisning
- Liber Abaci og de egyptiske beregningsmetoder (engelsk)